# Nemognatha walkeri
Nemognatha walkeri es una especie de coleóptero de la familia Meloidae.

## Distribución geográfica
Habita en Vancouver (Canadá).